# Peridontodesmus zilchi
Peridontodesmus zilchi är en mångfotingart som först beskrevs av Kraus 1954.  Peridontodesmus zilchi ingår i släktet Peridontodesmus och familjen Cryptodesmidae. Inga underarter finns listade i Catalogue of Life.